# Föredragning
Föredragning förmedlar information från en talare till en publik. Föredragningar är vanligtvis demonstrationer, introduktioner, föreläsningar eller tal som är avsedda att informera, övertyga, inspirera, motivera, bygga goodwill eller presentera en ny idé/produkt. Föredragningar kräver vanligtvis förberedelse, organisation, evenemangsplanering, skrivande, användning av visuella hjälpmedel, hantering av stress och att svara på frågor. “De viktigaste elementen i en föredragning består av presentatör, publik, budskap, reaktion och metod för att framföra tal för organisatorisk framgång på ett effektivt sätt.”  Föredragningar används ofta i högre arbetsmiljöer, såsom när revisorer ger en detaljerad rapport om ett företags ekonomi eller en entreprenör som pitchar sin affärsidé för investerare. Termen kan också användas för en formell eller ritualiserad introduktion eller erbjudande, som vid föredragningen av en debutant. Föredragningar i vissa format kallas också keynote. Interaktiva föredragningar, där publiken är involverad, blir också allt vanligare. Istället för en monolog skapar detta en dialog mellan talaren och publiken. Fördelarna med en interaktiv föredragning är till exempel att den attraherar mer uppmärksamhet från publiken och att interaktionen skapar en känsla av gemenskap.